# Rezerwat przyrody Moroszka Bielawskiego Błota
Rezerwat przyrody Moroszka Bielawskiego Błota – istniejący w latach 1977–2005 florystyczny rezerwat przyrody na Wybrzeżu Słowińskim, na obszarze bagiennym Bielawskiego Błota, w granicach gminy Krokowa (powiat pucki, województwo pomorskie). Został utworzony zarządzeniem Ministra Leśnictwa i Przemysłu Drzewnego z dnia 4 kwietnia 1977 r. na powierzchni 8,40 ha.
Obejmował fragment nadmorskiego torfowiska wysokiego typu bałtyckiego. Ochronie rezerwatu podlegały głównie stanowiska rzadkiej maliny moroszki Rubus chamaemorus (obecnie gatunek występuje poza granicami dawnego rezerwatu). Występowały tu również zbiorowiska roślinne mszarnika wrzoścowego i mszarnika wełnianeczkowego, które zaczęły zarastać samosiewami drzew na skutek postępującego osuszania złoża torfu, spowodowanego melioracjami. Zbiorowiska te, podobnie jak stanowiska maliny moroszki, zachowały się jednak na przyległych fragmentach Bielawskiego Błota.
W 2005 roku teren dawnego rezerwatu „Moroszka Bielawskiego Błota” został włączony do wielkoobszarowego rezerwatu przyrody „Bielawa”, który objął ochroną rezerwatową większą część rozległej kopuły torfowiska. Umożliwiło to wprowadzenie na tym terenie zabiegów ochrony czynnej (m.in. usuwanie samosiewów drzew), mającej na celu przywrócenie warunków wodnych i świetlnych właściwych dla torfowisk wysokich, niezbędnych m.in. do rozwoju mszarnika wrzoścowego, mszarnika wełnianeczkowego i maliny moroszki.